# Santa Maria Consolatrice al Tiburtino
Santa Maria Consolatrice al Tiburtino és una església parroquial de l'església catòlica a Roma, localitzada a la plaça Casal Bertone.
Edificada en els anys 1942-1945 sobre un declivi del turó al voltant de la qual sorgeix el barri, va reportar nombrosos danys durant la construcció a causa dels bombardejos aliats sobre Roma del 1943 i 1944.

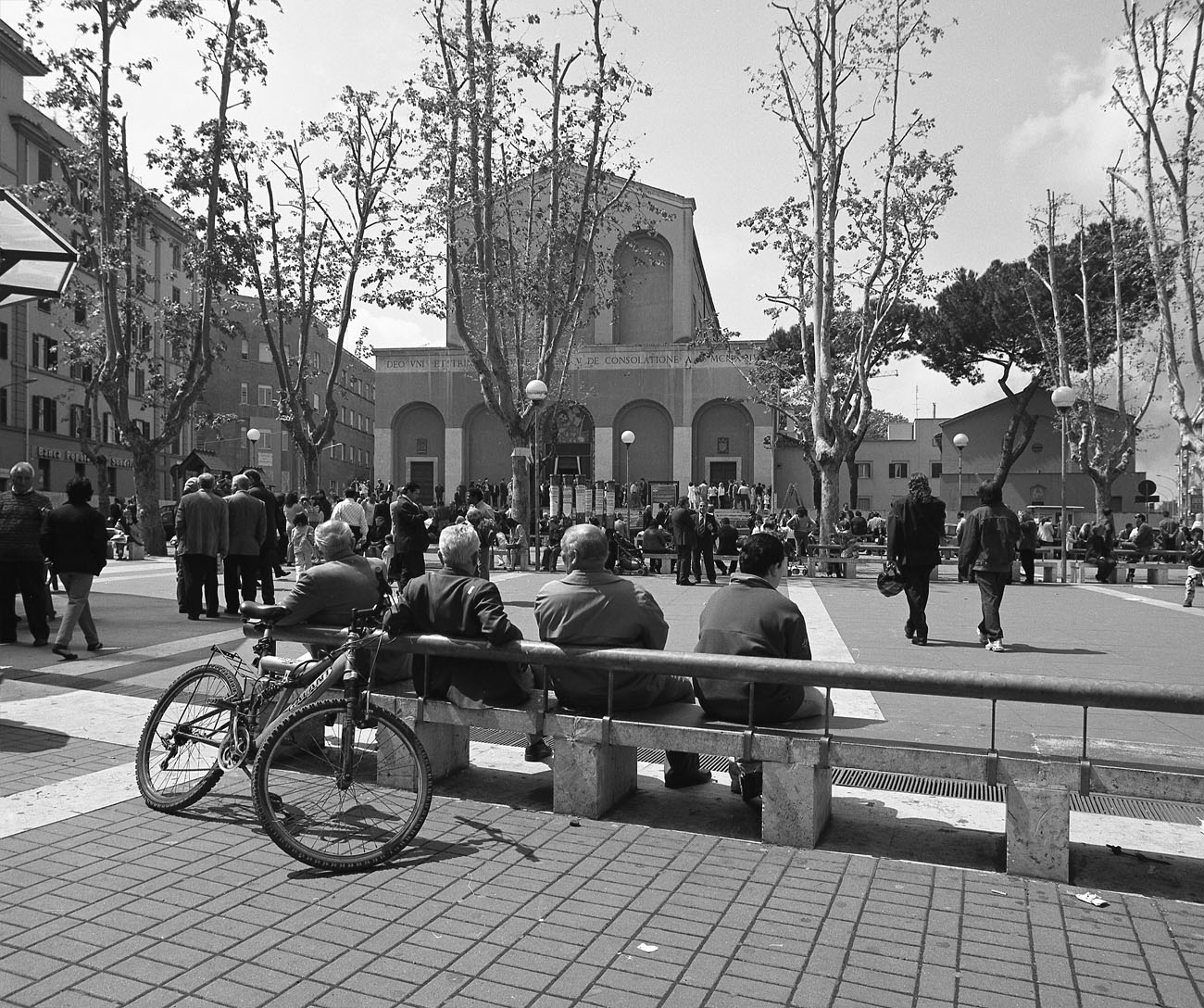
Plaça Santa Maria Consolatrice

El de 14 juliol de 1945, acabades les feines de construcció, a partir de la capella existent des de feia un decenni en l'antic palau on els frares de la basílica de San Lorenzo fora dels murs oficiaven la missa dominical pels fidels del barri, la venerada imatge de Maria Consolatrice (còpia del original exposat en l'homònim santuari turinés) va ser portada en processó en la nova església.
El mateix dia l'església va ser beneïda del vicegerente monsenyor Luigi Traglia. L'església va ser erigida com a parròquia el 21 maig amb el decret del cardenal vicari Francesco Marchetti Selvaggiani "Pastoris vigilantis", obtenint el territori parroquial del de la mateixa basílica de San Lorenzo que a l'època s'estenia des del barri de San Lorenzo fins a Settecamini.
El primer vicari Carlo Maccari, posteriorment arquebisbe de Ancona-Osimo, va començar una tradició que vol que un gran nombre de sacerdots que passen entre els seus murs es converteixin en personatges de primer pla de l'església: els successius vicaris van ser Giovanni Canestri (cardenal i arquebisbe de Gènova) i Ennio Appignanesi (bisbe de Castellaneta, de Matera-Irsina, de Potenza-Muro Lucano i Marsico Nuovo, vicegerent), mentre que entre els col·laboradors vicepàrrocs van figurar entre els altres Massimo Giustetti (bisbe de Biella), Giuseppe Mans (arquebisbe de Cagliari), Francesco Camaldo (degà dels cerimoniers pontificis).
Títol cardenalici des de 1975, després de la mort del primer titular Joseph Rakotomalala (arquebisbe de Antananarivo), el 1977 va ser nomenat cardenal titular de l'església de Santa Maria Consolatrice al Tiburtino l'Arquebisbe de Mònaco-Frisinga Joseph Ratzinger, papa Benet XVI, que sempre ha mantingut estrets lligams amb la parròquia. Després de la seva elecció el Papa va triar Santa Maria Consolatrice pel seu primer reconeixement a un parròquia, el 18 de desembre de 2005, seguint els precedents reconeixements papals en la parròquia de part dels papa Pau VI (1964) i papa Joan Pau II (1995).
El 2006, en retirar-se monsenyor Enrico Pomili, vicari de Santa Maria Consolatrice des del 1981, va ser substituït per Giovanni Biallo i des del 2014 el vicari ha estat Michele Baudena. Després dos anys,del 2016 al 2017, va ser substituït per Davide Lees, una capellà anglès, en la seva primera experiència com a vicari, el qual va restablir la Sagristia, restaurant l'instal·lació d'àudio i la il·luminació de l'església. Amb l'ajuda dels parroquians, ha donat nova vida al cinema/teatre de la parròquia, que era tancat des de feia molt de temps i obrint el Cercle Cultural "Benedetto XVI" en honor del Papa emèrit.
Des del setembre 2018, el nou Vicari és Luigi Lani.
El 2019 va rebre el reconeixement del Papa Francesc.

## El títol cardenalici
El títol cardenalici de Santa Maria Consolatrice al Tiburtino va ser establert el 1969 pel papa Pau VI. El futur papa Benet XVI en fou el titular.
- Jérôme Rakotomalala, O.M.I. (1969-1975)
- Joseph Ratzinger (1977-1993)
- Ricard Maria Carles i Gordó (1994-2013)
- Philippe Ouédraogo (des de 2014)